# Le Mont-Saint-Adrien
Le Mont-Saint-Adrien è un comune francese di 588 abitanti situato nel dipartimento dell'Oise della regione dell'Alta Francia.

## Società

### Evoluzione demografica
Abitanti censiti